# Maria Grazia Profeti
Maria Grazia Profeti (Empoli, Florencia, 16 de febrero de 1939) es una hispanista italiana.

## Biografía
Se licenció en lenguas en la Universidad de Pisa en 1961 y en Letras en la Universidad de Florencia en 1965, por la que se doctoró en 1968. Fue profesora en la Universidad de Padua y la Universidad de Verona entre 1967 y 1992 y desde este último año hasta su jubilación enseñó en la Universidad degli Studi de Florencia, de la que ahora (2016) es profesora emérita. 
Se especializó en el Siglo de Oro español, más en concreto en su teatro, e hizo unas treinta ediciones críticas de obras de Lope de Vega, Luis Vélez de Guevara, Juan Ruiz de Alarcón, Agustín Moreto, Francisco de Rojas Zorrilla, Juan Pérez de Montalbán y Jacinto de Herrera Sotomayor, además de publicar más de veinte volúmenes y ensayos y compilar bibliografías de Juan Pérez de Montalbán, Felipe Godínez y Álvaro Cubillo de Aragón. El 2 de junio de 1985 fue nombrada "Commendatore della Repubblica Italiana" por el presidente de la República Sandro Pertini. En 1998 obtuvo el Premio Nacional de Bibliografía de la Biblioteca Nacional de Madrid por su Bibliografía di Lope de Vega. Opere non drammatiche a stampa (1999). Ha sido profesora invitada por todo tipo de universidades de Europa y América, forma parte de los consejos de dirección de numerosas revistas especializadas y ha dirigido diversos proyectos, colecciones y seminarios. Se le deben además no menos 282 artículos y 88 reseñas sobre literatura española.

## Algunas obras

### Estudios
- Lo trágico y lo cómico mezclado, Kassel: Reichenberger, 2014.
- Materiali, variazioni, invenzioni, Firenze: Alinea, [1996]
- Importare letteratura: Italia e Spagna, Alessandria: Edizioni dell'Orso, 1993.
- Quevedo: la scrittura e il corpo Roma: Bulzoni, 1984.
- Montalbán, un comediógrafo de Lope Pisa: Università, 1970.
- La vil quimera de este monstruo cómico, Verona: Univeristà degli studi / Kassel: Reichenberger, 1992.
- Con Carlos Reis, Jorge Urrutia Gómez, Alicia Yllera Fernández, Refundación de la semiótica Sevilla: Don Quijote, 1993. ISBN 8485933974
- Muratori di Babele Milán: Franco Angeli. ISBN 88-204-3103-3
- Con Estrella de Diego, Paradigma y desviación: Lope, Calderón y un tema barroco: "el purgatorio de San Patricio". Barcelona: Planeta, 1976. ISBN 84-320-3205-0

### Ediciones
- Ed. de Luis Vélez de Guevara, La serrana de la Vera, 2010.
- Ed. de Luis Vélez de Guevara, El alba y el sol, 2010.
- Ed. de Lope de Vega, El vellocino de oro, 2007.
- Ed. de Lope de Vega, El guante de doña Blanca, 2007.
- Ed. de Lope de Vega, Fiestas de Denia, 2004.
- Ed. de Luis Vélez de Guevara, El espejo del mundo, 2002.
- Ed. de Jacinto de Herrera y Sotomayor, La reina de las flores, 2002.
- Ed. de Lope de Vega, Fuenteovejuna, 1981, 1988 y 2001.
- Ed. de Lope de Vega, La selva sin amor, 1999.
- Ed. de Francisco Rojas Zorrilla Entre bobos anda el juego, 1985 y 1998.
- Ed. de Juan Ruiz de Alarcón, El examen de maridos, 1997
- Ed. de Lope de Vega, El caballero de Olmedo; Fuente Ovejuna, 1993.
- Ed. de Agustín Moreto, El Lindo Don Diego, 1988.
- Ed. de Lope de Vega, El caballero de Olmedo, 1981 y 1993.
- Ed. de Lope de Vega, Fuente Ovejuna, 1978.
- Ed. de Luis Vélez de Guevara, El amor en vizcaíno, 1977.
- Ed. de Luis Vélez de Guevara, El verdugo de Málaga, 1975.
- Ed. de Luis Vélez de Guevara, Los hijos de la barbuda, 1970.
- Ed. de Luis Vélez de Guevara, Virtudes vencen señales, 1965.